# Jonathan Kay
Jonathan Hillel Kay (Montreal, 1968) es un periodista canadiense. Fue editor en jefe de The Walrus (2014-2017) y actualmente editor sénior de Quillette. Anteriormente fue editor de páginas de comentarios, columnista y bloguero del periódico canadiense National Post, con sede en Toronto, y continúa contribuyendo al periódico de forma independiente. También es autor y editor de libros, orador público y colaborador habitual de Commentary  y del New York Post.

## Primeros años
Jonathan Kay nació y se crio en Montreal, Quebec en el seno de una familia judía anglófona. Su madre, Barbara Kay, es columnista de un periódico conservador. Su padre trabajaba en finanzas y fue el sostén de la familia. Asistió a Selwyn House School y Marianopolis College antes de obtener una licenciatura en ingeniería y un máster en ingeniería metalúrgica, de la Universidad McGill, posteriormente se graduó en derecho de la  Escuela de Derecho de Yale. Es miembro del colegio de abogados de Nueva York. Después de ejercer como abogado fiscal en la ciudad de Nueva York, Kay se mudó a Toronto donde, en 1998, se convirtió en miembro fundador del consejo editorial del National Post. Kay se describe a sí mismo como un ávido entusiasta del tenis y los juegos de mesa, y en ocasiones ha incorporado su pasión por ambas actividades en su periodismo.

## Carrera
Kay se unió al National Post en sus inicios, en 1998, como miembro de su junta editorial, y posteriormente se convirtió en editor de comentarios del periódico y columnista. Dejó la plantilla del periódico en 2014 pero sigue apareciendo en sus páginas como columnista independiente.
Aparte de su trabajo editorial, Kay también ha escrito dos libros de no ficción. En 2007, Kay fue coautor de The Volunteer, una biografía del oficial del Mossad, Michael Ross. En mayo de 2011, HarperCollins publicó el segundo libro de Kay, Among the Truthers: A Journey Through America's Growing Conspiracist Underground (en español: Entre los escépticos, un viaje a través de la creciente clandestinidad conspiracionista de Estados Unidos; ISBN 978-0-06-200481-9). El libro refleja el interés de Kay por la psicología de los teóricos de la conspiración.
Kay fue asistente editorial independiente en las memorias Common Ground del líder del Partido Liberal de Canadá, Justin Trudeau, publicado por HarperCollins, con tareas que incluyeron la realización de varias entrevistas a Trudeau que se incluyeron en el libro. Tras la dimisión del entonces primer ministro y secretario principal Gerald Butts debido a su papel en el asunto SNC-Lavalin, Kay reveló que Butts trabajó con él en el libro. Su participación en el proyecto fue criticada por los conservadores en las redes sociales, así como por el editorialista del hoy desaparecido canal de noticias Sun News Network, Ezra Levant, en cuyo libro de 2009 Shakedown Kay también trabajó como asistente editorial.
Sus trabajos independientes se han publicado en una variedad de publicaciones estadounidenses, incluidas Newsweek, The New Yorker,  Salon.com, The New Republic, Harper's Magazine, Los Angeles Times, The Weekly Standard, The Literary Review of Canada, The National Interest y The New York Times.
Kay también presentó el podcast  de Quillette, Wrongspeak (en español: Hablado incorrecto) de mayo de 2018 a diciembre de 2019, junto a Debra W. Soh hasta que ella dejó el podcast al final de la primera temporada (2018). El último episodio fue el 30 de diciembre de 2019, con su madre, Barbara Kay, como invitada. Desde entonces, el podcast figura como en pausa.

### The Walrus
Kay fue nombrado editor en jefe de The Walrus, una revista canadiense de interés general, el 29 de octubre de 2014. Kay dejó el Post el 21 de noviembre de 2014, pero continuó contribuyendo con artículos de opinión de forma independiente.
Renunció como editor en jefe de The Walrus el 13 de mayo de 2017, luego de una controversia en torno a la apropiación cultural en la que Kay argumentó que las preocupaciones de los escritores indígenas debían equilibrarse con el derecho a la libre representación artística. Kay dijo que la razón por la que se retiró fueron los conflictos, entre su papel como gerente de una respetada marca de medios, y su labor como columnista y panelista de medios en la que expresaba opiniones controvertidas, por lo que se había visto en la necesidad de autocensurarse, tanto en sus artículos de autor y  como en comentarios, fuera de The Walrus . «Especialmente en los últimos meses, me he estado censurando cada vez más, y mis colegas a veces se han molestado y con razón, por las interrupciones que causaba mi aparición en otros medios. Alguien tenía que ceder y por eso decidí dar el primer paso. No pedí ninguna indemnización», dijo en un correo electrónico escrito a The Globe and Mail. Kay agregó que no había habido ningún conflicto entre él y el editor de The Walrus, que se le había dado toda la libertad de editar la revista y el sitio web, y que la presión que había sentido de autocensura provenía de su trabajo por fuera de The Walrus.
El activista político Yves Engler escribió en el portal de izquierdas rabble.ca: «Kay era un fanático cuando lo contrataron como editor en jefe hace dos años. Kay ha difamado repetidamente a árabes y musulmanes al servicio del expansionismo israelí». Engler acusa al escritor de haber publicado «un tedioso ensayo tremendamente islamófobo», difundido por la Jewish Defense League titulado: Jonathan Kay sobre el antisemitismo musulmán, un odio que se remonta a 1400 años. En él Kay conjeturó que «la continua vitalidad y el éxito económico de la civilización judía -tan cercana al corazón del Islam- es precisamente lo que ha alimentado la ira y la envidia de los musulmanes durante 14 siglos». Agregando que la violencia es «fomentada y fetichizada de una manera tan espeluznante, que por eso muy pocos musulmanes del Medio Oriente los consideran (al terrorismo suicida y al lanzamiento de misiles) como una parte deshonrosa e incluso deplorable de su propia cultura». Por su parte, el activista Engler ha sido calificado de antisemita.

## Libros publicados
- The Volunteer: A Canadian's Secret Life in the Mossad, with Michael Ross, McClelland & Stewart, 2007 ISBN 978-0-771-01740-7
- Among the Truthers, HarperCollins, 2011 ISBN 978-0-062-00481-9
- Legacy: How French Canadians shaped North America, edited with André Pratte, 2016, repr. 2019 ISBN 978-0-771-07240-6
  - (en francés) Bâtisseurs d'Amérique. Des Canadiens français qui ont fait l'histoire. La Presse, Montréal 2016 The Gazette, 2016
- Your Move: What Board Games Teach Us About Life, with  Joan Moriarity, Sutherland House, 2019 ISBN 978-1-999-43954-5

## Premios y reconocimientos
En 2002, recibió el Premio Nacional de Periódicos de Canadá por Escritura Crítica. En 2004, recibió el Premio Nacional de Periódicos a la Redacción Editorial. Actualmente es miembro invitado de la Fundación para la Defensa de las Democracias.